# Buddy DeFranco
Boniface Ferdinand Leonard (Buddy) DeFranco (Camden (New Jersey), 17 februari 1923 – Panama City 24 december 2014) was een Amerikaanse jazzklarinettist.
DeFranco's carrière kwam moeizaam op gang, omdat de bigbands van andere klarinettisten zoals Woody Herman, Artie Shaw en Benny Goodman sterk in populariteit daalden.
DeFranco was de enige die tot 1980 bekend bleef staan als een groot jazz-artiest die alleen klarinet speelde. Men noemt hem ook de enige bebop jazz-klarinettist. In 1950 ging hij spelen bij The Count Basie Septet en hij was leider van The Glenn Miller Orchestra van 1966 tot 1974. Hij heeft ook met andere jazz-grootheden samengewerkt zoals Art Tatum, Oscar Peterson, Gene Krupa en Charlie Barnet.

## Discografie (selectie)
- Mr. Clarinet (Verve, 1953) met Art Blakey, Milt Hinton
- Free Fall (Candid, 1974) met o.a. Victor Feldman
- Buenos Aires Concerts (Hep, 1980)
- Mr. Lucky (OJC, 1982)
- Hark (OJC, 1985) met Joe Pass, Oscar Peterson, Niels-Henning Ørsted Pedersen
- Holiday for Swing (Contemporary Records, 1988) met John Campbell, Terry Gibbs
- Like Someone in Love (Progressive, 1989) met Tal Farlow, Derek Smith, George Duvivier, Ronnie Bedford
- Chip off the Old Bop (Concord, 1992) met Jimmy Cobb, Keter Betts, Joe Cohn, Larry Novak
- Buddy DeFranco & Oscar Peterson Play George Gershwin (1998) met Herb Ellis, Oscar Peterson, Ray Brown
- Gone with the Wind (Storyville, 1999) met Todd Coolman, Jerry Coleman
- Do Nothing Till You Here from Us (Concord, 2004) met Dave McKenna, Joe Cohn, 1999
- Cookin' the Books (Arbors, 2004) met Butch Miles, John Pizzarelli, Martin Pizzarelli, Ray Kennedy